# Ambia elphegalis
Ambia elphegalis là một loài bướm đêm trong họ Crambidae.